# Asian Sevens Series Femenino 2014
El Asian Sevens Series Femenino de 2014 fue la decimoquinta temporada del torneo femenino de rugby 7 de la confederación asiática.

## Calendario
| Torneo                                  | Ciudad    | Fecha              | Campeón |
| --------------------------------------- | --------- | ------------------ | ------- |
| Seven Femenino de Hong Kong 2014 (Asia) | Hong Kong | 22 - 23 de agosto  | China   |
| Seven Femenino de Beijing 2014          | Beijing   | 18 - 19 de octubre | Japón   |

## Tabla de posiciones
| Pos | País       | HKG | CHN | Puntos |
| --- | ---------- | --- | --- | ------ |
| 1   | China      | 8   | 7   | 15     |
| 2   | Japón      | 6   | 8   | 14     |
| 3   | Hong Kong  | 7   | 6   | 13     |
| 4   | Kazajistán | 5   | 5   | 10     |
| 5   | Sri Lanka  | 4   | 3   | 7      |
| 6   | Tailandia  | 3   | 4   | 7      |
| 7   | Singapur   | 2   | 2   | 4      |
| 8   | Filipinas  | 1   | 1   | 2      |

| Bandera de la República Popular China |
| Campeón China                         |
| Quinto título                         |